# Oscar a la millor pel·lícula de parla no anglesa
L'Oscar a la millor pel·lícula de parla no anglesa (conegut com a Millor pel·lícula en llengua estrangera abans del 2020) és un dels Oscars que atorga anualment l'Acadèmia de les Arts i les Ciències Cinematogràfiques. S'ofereix a una pel·lícula llargmetratge produïda fora dels Estats Units amb una pista de diàleg predominantment no anglesa.
Quan es va celebrar la primera cerimònia dels Premis de l'Acadèmia el 16 de maig de 1929, per honrar les pel·lícules estrenadas el 1927/28, no hi havia una categoria separada per a pel·lícules en llengua estrangera perquè la majoria de les pel·lícules estrenadas el 1927 i el 1928 eren pel·lícules mudes. Entre 1947 i 1955, l'Acadèmia va lliurar el Premis Especials/Honorífics a les millors pel·lícules en llengua estrangera estrenada als Estats Units. Aquests premis, però, no es van lliurar de manera regular (no es va lliurar cap premi el 1953), i no van ser competitius ja que no hi havia candidats sinó només una pel·lícula guanyadora per any. Per al 1956, es va crear un Premi al Mèrit de l'Acadèmia competitiu, conegut com el Premi a la Millor pel·lícula en llengua estrangera, per a pel·lícules de parla no anglesa, i des de llavors s'ha lliurat anualment.
A diferència d'altres premis de l'Acadèmia, el premi de llargmetratge internacional no es lliura a una persona específica (tot i que el seu director l'accepta a l'escenari), sinó que es considera un premi per al país que el presenta en el seu conjunt. A partir de 2014, l'Acadèmia va canviar les seves regles perquè el nom del director estigui gravat a l'estatueta de l'Oscar, a més del país de la pel·lícula. El director també es queda amb l'estatueta.
Al llarg dels anys, el Premi al Millor Llargmetratge Internacional i els seus predecessors s'han atorgat principalment a pel·lícules europees: dels setanta-dos premis que l'Acadèmia atorga des de 1947 a pel·lícules en llengua estrangera, cinquanta- set han anat al pel·lícules europees, set a pel·lícules asiàtiques, cinc a pel·lícules d'Amèrica i tres a pel·lícules africanes. Comptat els Premis Especials el rècord de Fellini està empatat pel seu compatriota Vittorio De Sica).
El país estranger més premiat és Itàlia, amb 14 premis guanyats (inclosos tres Premis especials) i 29 nominacions, mentre que França és el país estranger amb més nominacions (37 per 12 victòries, incloent tres premis especials). Israel és el país estranger amb més nominacions (10) sense guanyar cap premi, mentre que Portugal és el país amb més presentacions (34) sense nominació. El 2019, la participant de Corea del Sud Paràsits es va convertir en la primera pel·lícula guanyadora internacional i la primera pel·lícula no anglesa en guanyar també el Millor pel·lícula.

## Història
Quan es va celebrar la cerimònia dels primers Premis de l'Acadèmia el 1929, cap pel·lícula en llengua estrangera va ser homenatjada. Durant els primers anys de la postguerra (1947–1955), vuit pel·lícules en llengua estrangera van rebre Premis especials o honorífics. El líder de l'Acadèmia i membre de la junta Jean Hersholt va argumentar que «un premi internacional, si s'administrava correctament i acuradament, promouria una relació més estreta entre els artesans del cinema nord-americans i els d'altres països». La primera pel·lícula en llengua estrangera guardonada amb aquest premi va ser el drama Neorealista italià Sciuscià, la citació del qual deia: «l'alta qualitat d'aquesta pel·lícula, portada a la vida eloqüent en un país marcat per la guerra, és una prova per al món que l'esperit creatiu pot triomfar sobre l'adversitat». En els anys següents, es van atorgar premis similars a set pel·lícules més: una d'Itàlia (El lladre de bicicletes), dues de França (Monsieur Vincent i Jocs prohibits), tres del Japó (Rashōmon, Jigokumon i Miyamoto Musashi), així com una coproducció franco-italiana (Au-delà des grilles). Aquests premis, però, es van lliurar de manera discrecional i no periòdica (no es va lliurar cap premi als 1953 celebrats el 1954), i no van ser competitius, ja que no hi havia candidats sinó només una pel·lícula guanyadora per any.
L'any 1956 es va crear una categoria separada per a pel·lícules en llengua no anglesa. Conegut com el premi a la millor pel·lícula en llengua estrangera, s'ha atorgat cada any des de llavors. El primer guanyador va ser el drama neorealista italià La Strada, que va ajudar a establir Federico Fellini com un dels directors europeus més importants.
Durant la reunió del consell de govern de l'Acadèmia el 23 d'abril de 2019, es va decidir que la categoria passaria a anomenar-se Millor llargmetratge internacional a partir dels Premis Oscar de 2019. Es va argumentar que l'ús del terme «estranger» estava «obsolet dins de la comunitat cinematogràfica mundial», i que el nou nom «representa millor aquesta categoria i promou una visió positiva i inclusiva del cinema, i l'art del cinema com a experiència universal». També s'admetran pel·lícules d'animació i documentals en aquesta categoria. Es mantenen els criteris d'elegibilitat existents.

## Elegibilitat
A diferència d'altres premis de l'Acadèmia, l'International Feature Film Award no requereix que les pel·lícules s'estrenin als Estats Units per ser elegibles per a la competició. Les pel·lícules que competeixen en la categoria s'han d'haver estrenat per primera vegada al país que les presenta durant el període d'elegibilitat definit per les normes de l'Acadèmia i s'han d'haver exhibit almenys set dies consecutius en una sala de cinema comercial. El període d'elegibilitat per a la categoria és diferent de l'exigit per a la majoria de les altres categories: l'any de premis definit per a la categoria de llargmetratges internacionals sol començar i finalitzar abans de l'any ordinari de premis, que correspon a un any natural exacte. Per als Premis de 2007, per exemple, la data límit de l'estrena es va fixar el 30 de setembre de 2007, mentre que la classificació per a la majoria de les altres categories es va estendre fins al 31 de desembre de 2007.
Tot i que el premi es coneix comunament com l'Oscar de la pel·lícula estrangera als articles de diaris i a Internet, aquesta designació és enganyosa, ja que la nacionalitat d'una pel·lícula importa molt menys que la seva llengua. Tot i que una pel·lícula s'ha de produir fora dels Estats Units per ser nominada al premi, també ha d'estar en un idioma diferent de l'anglès. Es poden nominar pel·lícules estrangeres amb doblat actors nord-americans, per exemple La batalla del Neretva (1969) protagonitzada per Orson Welles i Yul Brynner. Les pel·lícules estrangeres on la major part dels diàlegs són en anglès no poden optar al Premi Internacional de Llargmetratges, i l'Acadèmia sol aplicar aquest requisit molt seriosament desqualificant les pel·lícules que contenen massa diàlegs en anglès, el cas més recent és el del pel·lícula nigeriana Lionheart (2019), tot i que l'anglès és l'idioma oficial de Nigèria. Malgrat la importància bàsica del requisit de la llengua estrangera, la pel·lícula de dansa algeriana de 1983 Le Bal va ser nominada tot i la completa absència de diàlegs.
Un altre factor desqualificant és la transmissió per televisió o per Internet d'una pel·lícula abans de la seva estrena en cinemes, d'aquí el rebuig de l'Acadèmia a la pel·lícula de la neerlandesa Bluebird (2004). També es pot rebutjar una pel·lícula si el país que la presenta ha exercit un control artístic insuficient. Diverses pel·lícules han estat declarades no elegibles per l'Acadèmia per aquest darrer motiu, la més recent de les quals és Lust, Caution (2007), la candidata de Taiwan per als premis de 2007. Les desqualificacions, però, generalment tenen lloc en l'etapa de pre-nominació, amb l'excepció d'Un lugar en el mundo (1992), la candidata de l'Uruguai per als Oscar de 1992, que va ser desqualificada a causa del control artístic uruguaià insuficient després d'haver aconseguit una nominació. Fins a la cerimònia de 2021, és l'única pel·lícula que ha estat declarada inelegible i eliminada de la votació final després d'haver estat nominada en aquesta categoria.
Des dels Premis de 2006, les pel·lícules presentades ja no han d'estar en l'idioma oficial del país remitent. Aquest requisit havia impedit anteriorment als països enviant pel·lícules on la major part del diàleg es parlava en un idioma que no era natiu del país enviant, i el director executiu de l'Acadèmia va citar explícitament com a motiu del canvi de regla el cas de la pel·lícula italià Private (2004), que va ser desqualificat simplement perquè les seves principals llengües parlades eren l'àrab i l'hebreu, cap dels quals no és propi d'Itàlia. Aquest canvi de regla va permetre a un país com Canadà rebre una nominació per a una pel·lícula en hindi, Water. Anteriorment, el Canadà havia estat nominat només per a pel·lícules en llengua francesa, ja que les pel·lícules rodades en l'altra llengua oficial del Canadà (l'anglès) no eren elegibles per a la categoria de pel·lícules en llengua estrangera. Abans del canvi de regla, Canadà havia presentat dues pel·lícules en diferents idiomes: la pel·lícula en llenguatge inventat A Bullet in the Head el 1991 i la pel·lícula en inuktitut Atanarjuat: The Fast Runner l'any 2001. L'inuktitut, una de les llengües aborígens del país, no és oficial a tot el Canadà, però ho era (i encara ho era) oficial a Nunavut i als Territoris del Nord-oest. Cap de les dues pel·lícules va obtenir una nominació. El canvi de regles, però, no va afectar l'elegibilitat de les pel·lícules americanes en parla no anglesa, que encara estan desqualificades de la categoria a causa de la seva nacionalitat. Per això, una pel·lícula en japonès com Cartes des d'Iwo Jima (2006) o una pel·lícula en yucatec com Apocalypto (2006) no van poder competir per l'Oscar a la millor pel·lícula en llengua estrangera, tot i que totes dues estaven nominats (i, en el cas de Cartes d'Iwo Jima, va guanyar) el Globus d'Or a la millor pel·lícula de parla no anglesa, que no té restriccions de nacionalitat similars. Les restriccions de nacionalitat també difereixen de la pràctica del British Academy of Film and Television Arts (BAFTA) pel seu premi anàleg a la Millor pel·lícula en llengua no anglesa. Tot i que l'elegibilitat per als premis BAFTA requereix un llançament comercial al Regne Unit, aquest organisme no imposa cap restricció de nacionalitat.
Totes les pel·lícules produïdes als Estats Units no han estat elegibles per ser considerades independentment de l'idioma de la seva pista de diàleg. Aquest fet també inclou pel·lícules produïdes a l'àrea insular dels Estats Units. Tanmateix, Puerto Rico és un territori no incorporat als Estats Units i solia ser elegible malgrat que els porto-riquenys havien tingut la ciutadania estatunidenca des de 1917. El seu millor èxit en aquest premi va ser rebre una nominació per Lo que le Pasó a Santiago (1989). Tanmateix, l'any 2011 l'Acadèmia va decidir no permetre més les presentacions d'aquest territori.

## Guardons i nominacions
Aquest apartat mostra una llista de pel·lícules premiades amb l'Oscar de millor pel·lícula de parla no anglesa. S'hi poden veure les pel·lícules guanyadores en primer lloc i seguidament les nominades. Cada pel·lícula mostra el seu nom original i nominatiu, el nom del director, el país productor i l'idioma o idiomes que s'hi parlen.

### Dècada del 1950
| Any                            | Pel·lícula                       | Pel·lícula     | Pais                | Director | Idioma/es |
| Any                            | Títol amb el que va ser nominada | Títol Original | Pais                | Director | Idioma/es |
| ------------------------------ | -------------------------------- | -------------- | ------------------- | -------- | --------- |
| 1957                           |                                  |                |                     |          |           |
| La Strada                      | La strada                        | Itàlia         | Federico Fellini    | Italià   |           |
| The Captain of Köpenick        | Der Hauptmann von Köpenick       | Alemanya       | Helmut Käutner      | Alemany  |           |
| Gervaise                       | Gervaise                         | França         | René Clément        | Francès  |           |
| Harp of Burma                  | Biruma no tategoto ビルマの竪琴  | Japó           | Kon Ichikawa        | Japonès  |           |
| Qivitoq                        | Qivitoq                          | Dinamarca      | Erik Balling        | Danès    |           |
| 1958                           |                                  |                |                     |          |           |
| The Nights of Cabiria          | Le notti di Cabiria              | Itàlia         | Federico Fellini    | Italià   |           |
| The Devil Came at Night        | Nachts, wenn der Teufel kam      | Alemanya       | Robert Siodmak      | Alemany  |           |
| Gates of Paris                 | Porte des Lilas                  | França         | René Clair          | Francès  |           |
| Mother India                   | Bharat Mata भारत माता               | Índia          | Mehboob Khan        | Indi     |           |
| Nine Lives                     | Ni liv                           | Noruega        | Arne Skouen         | Norueg   |           |
| 1959                           |                                  |                |                     |          |           |
| My Uncle                       | Mon oncle                        | França         | Jacques Tati        | Francès  |           |
| Arms and the Man               | Helden                           | Alemanya       | Franz Peter Wirth   | Alemany  |           |
| La Venganza                    | La venganza                      | Espanya        | Juan Antonio Bardem | Espanyol |           |
| The Road a Year Long           | La strada lunga un anno          | Iugoslàvia     | Giuseppe De Santis  | Italià   |           |
| The Usual Unidentified Thieves | I soliti ignoti                  | Itàlia         | Mario Monicelli     | Italià   |           |

### Dècada del 1960
| Any                                 | Pel·lícula                                      | Pel·lícula     | Pais                   | Director                          | Idioma/es |
| Any                                 | Títol amb el que va ser nominada                | Títol Original | Pais                   | Director                          | Idioma/es |
| ----------------------------------- | ----------------------------------------------- | -------------- | ---------------------- | --------------------------------- | --------- |
| 1960                                |                                                 |                |                        |                                   |           |
| Black Orpheus                       | Orfeu Negro                                     | França         | Marcel Camus           | Portuguès                         |           |
| The Bridge                          | Die Brücke                                      | Alemanya       | Bernhard Wicki         | Alemany i anglès                  |           |
| The Great War                       | La grande guerra                                | Itàlia         | Mario Monicelli        | Italià                            |           |
| Paw                                 | Paw                                             | Dinamarca      | Astrid Henning-Jensen  | Danès                             |           |
| The Village on the River            | Dorp aan de rivier                              | Països Baixos  | Fons Rademakers        | Holandès                          |           |
| 1961                                |                                                 |                |                        |                                   |           |
| The Virgin Spring                   | Jungfrukällan                                   | Suècia         | Ingmar Bergman         | Suec i alemany                    |           |
| Kapò                                | Kapò                                            | Itàlia         | Gillo Pontecorvo       | Italià                            |           |
| La Vérité                           | La Vérité                                       | França         | Henri-Georges Clouzot  | Francès                           |           |
| Macario                             | Macario                                         | Mèxic          | Roberto Gavaldón       | Espanyol                          |           |
| The Ninth Circle                    | Deveti krug Девети круг                         | Iugoslàvia     | France Štiglic         | Serbo-Croat                       |           |
| 1962                                |                                                 |                |                        |                                   |           |
| Through a Glass Darkly              | Såsom i en spegel                               | Suècia         | Ingmar Bergman         | Suec                              |           |
| Harry and the Butler                | Harry og kammertjeneren                         | Dinamarca      | Bent Christensen       | Danès                             |           |
| Immortal Love                       | Eien no hito 永遠の人                           | Japó           | Keisuke Kinoshita      | Japonès                           |           |
| The Important Man                   | Ánimas Trujano (El hombre importante)           | Mèxic          | Ismael Rodríguez       | Espanyol                          |           |
| Plácido                             | Plácido                                         | Espanya        | Luis García Berlanga   | Espanyol                          |           |
| 1963                                |                                                 |                |                        |                                   |           |
| Sundays and Cybele                  | Les Dimanches de Ville d'Avray                  | França         | Serge Bourguignon      | Francès                           |           |
| Electra                             | Ilektra Ηλέκτρα                                 | Grècia         | Michael Cacoyannis     | Grec                              |           |
| The Four Days of Naples             | Le quattro giornate di Napoli                   | Itàlia         | Nanni Loy              | Italià                            |           |
| Keeper of Promises (The Given Word) | O Pagador de Promessas                          | Brasil         | Anselmo Duarte         | Portuguès                         |           |
| Tlayucan                            | Tlayucan                                        | Mèxic          | Luis Alcoriza          | Espanyol                          |           |
| 1964                                |                                                 |                |                        |                                   |           |
| Federico Fellini's 8½               | 8½                                              | Itàlia         | Federico Fellini       | Italià, anglès, francès i alemany |           |
| Knife in the Water                  | Nóż w wodzie                                    | Polònia        | Roman Polanski         | Polac                             |           |
| Los Tarantos                        | Los Tarantos                                    | Espanya        | Francesc Rovira-Beleta | Espanyol                          |           |
| The Red Lanterns                    | Ta Kokkina fanaria Τα κόκκινα φανάρια           | Grècia         | Vasilis Georgiadis     | Grec                              |           |
| Twin Sisters of Kyoto               | Koto 古都                                       | Japó           | Noboru Nakamura        | Japonès                           |           |
| 1965                                |                                                 |                |                        |                                   |           |
| Yesterday, Today and Tomorrow       | Ieri, oggi, domani                              | Itàlia         | Vittorio De Sica       | Italià                            |           |
| Raven's End                         | Kvarteret Korpen                                | Suècia         | Bo Widerberg           | Suec                              |           |
| Sallah                              | Sallah Shabati סאלח שבתי                        | Israel         | Ephraim Kishon         | Hebreu                            |           |
| The Umbrellas of Cherbourg          | Les Parapluies de Cherbourg                     | França         | Jacques Demy           | Francès                           |           |
| Woman in the Dunes                  | Suna no onna 砂の女                             | Japó           | Hiroshi Teshigahara    | Japonès                           |           |
| 1966                                |                                                 |                |                        |                                   |           |
| The Shop on Main Street             | Obchod na korze                                 | Txecoslovàquia | Ján Kadár Elmar Klos   | Eslovac i alemany                 |           |
| Blood on the Land                   | To Homa vaftike kokkino Το χώμα βάφτηκε κόκκινο | Grècia         | Vasilis Georgiadis     | Grec                              |           |
| Dear John                           | Käre John                                       | Suècia         | Lars-Magnus Lindgren   | Suec                              |           |
| Kwaidan                             | Kaidan 怪談                                     | Japó           | Masaki Kobayashi       | Japonès                           |           |
| Marriage Italian Style              | Matrimonio all'italiana                         | Itàlia         | Vittorio De Sica       | Italià                            |           |
| 1967                                |                                                 |                |                        |                                   |           |
| A Man and a Woman                   | Un homme et une femme                           | França         | Claude Lelouch         | Francès                           |           |
| The Battle of Algiers               | La battaglia di Algeri                          | Itàlia         | Gillo Pontecorvo       | Italià, francès, anglès i àrab    |           |
| Loves of a Blonde                   | Lásky jedné plavovlásky                         | Txecoslovàquia | Miloš Forman           | Txec                              |           |
| Pharaoh                             | Faraon                                          | Polònia        | Jerzy Kawalerowicz     | Polac                             |           |
| Three                               | Tri три                                         | Iugoslàvia     | Aleksandar Petrović    | Serbo-Croat                       |           |
| 1968                                |                                                 |                |                        |                                   |           |
| Closely Watched Trains              | Ostře sledované vlaky                           | Txecoslovàquia | Jiří Menzel            | Txec i alemany                    |           |
| El Amor Brujo                       | El amor brujo                                   | Espanya        | Francesc Rovira-Beleta | Espanyol                          |           |
| I Even Met Happy Gypsies            | Skupljači perja Скупљачи перја                  | Iugoslàvia     | Aleksandar Petrović    | Serbo-Croat                       |           |
| Live for Life                       | Vivre pour vivre                                | França         | Claude Lelouch         | Francès                           |           |
| Portrait of Chieko                  | Chieko-sho 智恵子抄                             | Japó           | Noboru Nakamura        | Japonès                           |           |
| 1969                                |                                                 |                |                        |                                   |           |
| Guerra i pau                        | Voina i mir Война и мир                         | Unió Soviètica | Serguei Bondartxuk     | Rus                               |           |
| The Boys of Paul Street             | A Pál-utcai fiúk                                | Hongria        | Zoltán Fábri           | Hongarès                          |           |
| The Firemen's Ball                  | Hoří, má panenko                                | Txecoslovàquia | Miloš Forman           | Txec                              |           |
| The Girl with the Pistol            | La ragazza con la pistola                       | Itàlia         | Mario Monicelli        | Anglès i Italià                   |           |
| Stolen Kisses                       | Baisers volés                                   | França         | François Truffaut      | Francès                           |           |

### Dècada del 1970
| Any                                            | Película                                               | Película       | Pais                                      | Director                       | Idioma/es |
| Any                                            | Títol amb el que va ser nominada                       | Títol Original | Pais                                      | Director                       | Idioma/es |
| ---------------------------------------------- | ------------------------------------------------------ | -------------- | ----------------------------------------- | ------------------------------ | --------- |
| 1970                                           |                                                        |                |                                           |                                |           |
| Z                                              | Z                                                      | Algèria        | Costa-Gavras                              | Francès                        |           |
| Ådalen '31                                     | Ådalen '31                                             | Suècia         | Bo Widerberg                              | Suec                           |           |
| The Battle of Neretva (La batalla del Neretva) | Bitka na Neretvi Битка на Неретви                      | Iugoslàvia     | Veljko Bulajić                            | Serbo-Croat i anglès           |           |
| The Brothers Karamazov                         | Bratya Karamazovy Братья Карамазовы                    | Unió Soviètica | Kirill Lavrov Ivan Pyryev Mikhail Ulyanov | Rus                            |           |
| My Night with Maud                             | Ma nuit chez Maud                                      | França         | Éric Rohmer                               | Francès                        |           |
| 1971                                           |                                                        |                |                                           |                                |           |
| Investigation of a Citizen Above Suspicion     | Indagine su un cittadino al di sopra di ogni sospetto  | Itàlia         | Elio Petri                                | Italià                         |           |
| First Love                                     | Erste Liebe                                            | Suïssa         | Maximilian Schell                         | Alemany                        |           |
| Hoa-Binh                                       | Hoa-Binh                                               | França         | Raoul Coutard                             | Francès                        |           |
| Paix Sur Les Champs                            | Paix sur les champs                                    | Bèlgica        | Jacques Boigelot                          | Francès                        |           |
| Tristana                                       | Tristana                                               | Espanya        | Luis Buñuel                               | Espanyol                       |           |
| 1972                                           |                                                        |                |                                           |                                |           |
| The Garden of the Finzi Continis               | Il giardino dei Finzi-Contini                          | Itàlia         | Vittorio De Sica                          | Italià                         |           |
| Dodes'ka-Den                                   | Dodesukaden どですかでん                               | Japó           | Akira Kurosawa                            | Japonès                        |           |
| The Emigrants                                  | Utvandrarna                                            | Suècia         | Jan Troell                                | Suec                           |           |
| The Policeman                                  | Ha-Shoter Azulai השוטר אזולאי                          | Israel         | Ephraim Kishon                            | Hebreu                         |           |
| Tchaikovsky                                    | Chaykovskiy Чайковский                                 | Unió Soviètica | Igor Talankin                             | Rus                            |           |
| 1973                                           |                                                        |                |                                           |                                |           |
| The Discreet Charm of the Bourgeoisie          | Le Charme discret de la bourgeoisie                    | França         | Luis Buñuel                               | Francès i espanyol             |           |
| The Dawns Here Are Quiet                       | A zori zdes tikhie А зори здесь тихие                  | Unió Soviètica | Stanislav Rostotsky                       | Rus                            |           |
| I Love You Rosa                                | Ani Ohev Otach Rosa אני אוהב אותך רוזה                 | Israel         | Moshé Mizrahi                             | Hebreu                         |           |
| My Dearest Señorita                            | Mi querida señorita                                    | Espanya        | Jaime de Armiñán                          | Espanyol                       |           |
| The New Land                                   | Nybyggarna                                             | Suècia         | Jan Troell                                | Anglès i suec                  |           |
| 1974                                           |                                                        |                |                                           |                                |           |
| Day for Night                                  | La Nuit américaine                                     | França         | François Truffaut                         | Francès i anglès               |           |
| La casa del carrer Chelouche                   | Ha-Bayit Berechov Chelouche הבית ברחוב שלוש            | Israel         | Moshé Mizrahi                             | Hebreu                         |           |
| L'Invitation                                   | L'Invitation                                           | Suïssa         | Claude Goretta                            | Francès                        |           |
| The Pedestrian                                 | Der Fußgänger                                          | Alemanya       | Maximilian Schell                         | Anglès, francès i alemany      |           |
| Turkish Delight                                | Turks Fruit                                            | Països Baixos  | Paul Verhoeven                            | Holandès                       |           |
| 1975                                           |                                                        |                |                                           |                                |           |
| Amarcord                                       | Amarcord                                               | Itàlia         | Federico Fellini                          | Italià i grec                  |           |
| Cats' Play                                     | Macskajáték                                            | Hongria        | Károly Makk                               | Hongarès                       |           |
| The Deluge                                     | Potop                                                  | Polònia        | Jerzy Hoffman                             | Polac                          |           |
| Lacombe, Lucien                                | Lacombe Lucien                                         | França         | Louis Malle                               | Francès, alemany i anglès      |           |
| The Truce                                      | La tregua                                              | Argentina      | Sergio Renán                              | Espanyol                       |           |
| 1976                                           |                                                        |                |                                           |                                |           |
| Dersu Uzala                                    | Dersu Uzala Дерсу Узала                                | Unió Soviètica | Akira Kurosawa                            | Rus                            |           |
| Land of Promise                                | Ziemia obiecana                                        | Polònia        | Andrzej Wajda                             | Polac i alemany                |           |
| Letters from Marusia                           | Actas de Marusia                                       | Mèxic          | Miguel Littín                             | Espanyol                       |           |
| Sandakan No. 8                                 | Sandakan hachibanshokan bohkyo サンダカン八番娼館 望郷 | Japó           | Kei Kumai                                 | Japonès i malai                |           |
| Scent of a Woman                               | Profumo di donna                                       | Itàlia         | Dino Risi                                 | Italià                         |           |
| 1977                                           |                                                        |                |                                           |                                |           |
| Black and White in Color                       | La Victoire en chantant                                | Costa d'Ivori  | Jean-Jacques Annaud                       | Francès                        |           |
| Cousin, cousine                                | Cousin, cousine                                        | França         | Jean Charles Tacchella                    | Francès                        |           |
| Jacob, the Liar                                | Jakob, der Lügner                                      | Alemanya       | Frank Beyer                               | Alemany                        |           |
| Nights and Days                                | Noce i dnie                                            | Polònia        | Jerzy Antczak                             | Polac                          |           |
| Seven Beauties                                 | Pasqualino Settebellezze                               | Itàlia         | Lina Wertmüller                           | Italià                         |           |
| 1978                                           |                                                        |                |                                           |                                |           |
| Madame Rosa                                    | La Vie devant soi                                      | França         | Moshé Mizrahi                             | Francès                        |           |
| Iphigenia                                      | Ifigeneia Ιφιγένεια                                    | Grècia         | Michael Cacoyannis                        | Grec                           |           |
| Operation Thunderbolt                          | Mivtsa Yonatan מבצע יונתן                              | Israel         | Menahem Golan                             | Hebreu, anglès, alemany i àrab |           |
| A Special Day                                  | Una giornata particolare                               | Itàlia         | Ettore Scola                              | Italià                         |           |
| That Obscure Object of Desire                  | Ese oscuro objeto del deseo                            | Espanya        | Luis Buñuel                               | Francès i espanyol             |           |
| 1979                                           |                                                        |                |                                           |                                |           |
| Get Out Your Handkerchiefs                     | Préparez vos mouchoirs                                 | França         | Bertrand Blier                            | Francès                        |           |
| The Glass Cell                                 | Die gläserne Zelle                                     | Alemanya       | Hans W. Geißendörfer                      | Alemany                        |           |
| Hungarians                                     | Magyarok                                               | Hongria        | Zoltán Fábri                              | Hongarès                       |           |
| Viva Italia!                                   | I nuovi mostri                                         | Itàlia         | Mario Monicelli Dino Risi Ettore Scola    | Italià                         |           |
| White Bim Black Ear                            | Beli Bim - Txernoe ukho Белый Бим Чёрное ухо           | Unió Soviètica | Stanislav Rostotski                       | Rus                            |           |

### Dècada del 1980
| Any                                       | Pel·lícula                                    | Pel·lícula     | Pais                        | Director                               | Idioma/es |
| Any                                       | Títol amb el que va ser nominada              | Títol Original | Pais                        | Director                               | Idioma/es |
| ----------------------------------------- | --------------------------------------------- | -------------- | --------------------------- | -------------------------------------- | --------- |
| 1980                                      |                                               |                |                             |                                        |           |
| The Tin Drum                              | Die Blechtrommel                              | Alemanya       | Volker Schlöndorff          | Hebreu, italià, alemany, polonès i rus |           |
| The Maids of Wilko                        | Panny z Wilka                                 | Polònia        | Andrzej Wajda               | Polac                                  |           |
| Mama Turns a Hundred                      | Mamá cumple cien años                         | Espanya        | Carlos Saura                | Espanyol                               |           |
| A Simple Story                            | Une histoire simple                           | França         | Claude Sautet               | Francès i anglès                       |           |
| To Forget Venice                          | Dimenticare Venezia                           | Itàlia         | Franco Brusati              | Italià                                 |           |
| 1981                                      |                                               |                |                             |                                        |           |
| Moscow Does Not Believe in Tears          | Moskva slezam ne verit Москва слезам не верит | Unió Soviètica | Vladimir Menshov            | Rus                                    |           |
| Confidence                                | Bizalom                                       | Hongria        | István Szabó                | Hongarès                               |           |
| Kagemusha (The Shadow Warrior)            | Kagemusha 影武者                              | Japó           | Akira Kurosawa              | Japonès                                |           |
| The Last Metro                            | Le Dernier Métro                              | França         | François Truffaut           | Francès i alemany                      |           |
| The Nest                                  | El nido                                       | Espanya        | Jaime de Armiñán            | Anglès i espanyol                      |           |
| 1982                                      |                                               |                |                             |                                        |           |
| Mephisto                                  | Mephisto                                      | Hongria        | István Szabó                | Anglès, hongarès i alemany             |           |
| The Boat Is Full                          | Das Boot ist voll                             | Suïssa         | Markus Imhoof               | Alemany                                |           |
| Man of Iron                               | Człowiek z żelaza                             | Polònia        | Andrzej Wajda               | Polac                                  |           |
| Muddy River                               | Doro no kawa 泥の河                           | Japó           | Kôhei Oguri                 | Japonès                                |           |
| Three Brothers                            | Tre fratelli                                  | Itàlia         | Francesco Rosi              | Italià                                 |           |
| 1983                                      |                                               |                |                             |                                        |           |
| Volver a empezar ('To Begin Again')       | Volver a empezar                              | Espanya        | José Luis Garci             | Espanyol i anglès                      |           |
| Alsino and the Condor                     | Alsino y el cóndor                            | Nicaragua      | Miguel Littín               | Espanyol                               |           |
| Coup de Torchon ('Clean Slate')           | Coup de torchon                               | França         | Bertrand Tavernier          | Francès i anglès                       |           |
| The Flight of the Eagle                   | Ingenjör Andrées luftfärd                     | Suècia         | Jan Troell                  | Francès, anglès i suec                 |           |
| Private Life                              | Chastnaya zhizn Частная жизнь                 | Unió Soviètica | Juli Raisman                | Rus                                    |           |
| 1984                                      |                                               |                |                             |                                        |           |
| Fanny & Alexander                         | Fanny och Alexander                           | Suècia         | Ingmar Bergman              | Suec, alemany i anglès                 |           |
| Carmen                                    | Carmen                                        | Espanya        | Carlos Saura                | Espanyol                               |           |
| Entre Nous                                | Coup de foudre                                | França         | Diane Kurys                 | Francès                                |           |
| Job's Revolt                              | Jób lázadása                                  | Hongria        | Imre Gyöngyössy Barna Kabay | Hongarès                               |           |
| Le Bal                                    | Le Bal                                        | Algèria        | Ettore Scola                | Película muda                          |           |
| 1985                                      |                                               |                |                             |                                        |           |
| Dangerous Moves                           | La diagonale du fou                           | Suïssa         | Richard Dembo               | Francès                                |           |
| Beyond the Walls                          | Me'Ahorei Hasoragim מאחורי הסורגים            | Israel         | Uri Barbash                 | Hebrew                                 |           |
| Camila                                    | Camila                                        | Argentina      | María Luisa Bemberg         | Espanyol                               |           |
| Double Feature                            | Sesión continua                               | Espanya        | José Luis Garci             | Espanyol                               |           |
| Wartime Romance                           | Voenno-polevoy roman Военно-полевой роман     | Unió Soviètica | Piotr Todorovski            | Rus                                    |           |
| 1986                                      |                                               |                |                             |                                        |           |
| The Official Story                        | La historia oficial                           | Argentina      | Luis Puenzo                 | Espanyol                               |           |
| Angry Harvest                             | Bittere Ernte                                 | Alemanya       | Agnieszka Holland           | Alemany                                |           |
| Colonel Redl                              | Redl ezredes                                  | Hongria        | István Szabó                | Alemany                                |           |
| Three Men and a Cradle                    | Trois Hommes et un couffin                    | França         | Coline Serreau              | Francès                                |           |
| When Father Was Away on Business          | Otac na službenom putu Отац на службеном путу | Iugoslàvia     | Emir Kusturica              | Serbo-Croat                            |           |
| 1987                                      |                                               |                |                             |                                        |           |
| The Assault                               | De Aanslag                                    | Països Baixos  | Fons Rademakers             | Holandès, anglès i alemany             |           |
| Betty Blue                                | 37°2 le matin                                 | França         | Jean-Jacques Beineix        | Francès                                |           |
| The Decline of the American Empire        | Le Déclin de l'empire américain               | Canadà         | Denys Arcand                | Francès                                |           |
| My Sweet Little Village                   | Vesničko má středisková                       | Txecoslovàquia | Jiří Menzel                 | Txec                                   |           |
| '38                                       | 38                                            | Àustria        | Wolfgang Glück              | Alemany                                |           |
| 1988                                      |                                               |                |                             |                                        |           |
| El festí de Babette                       | Babettes gæstebud                             | Dinamarca      | Gabriel Axel                | Danès, suec i francès                  |           |
| Goodbye, Children                         | Au revoir les enfants                         | França         | Louis Malle                 | Francès, alemany i anglès              |           |
| Course Completed                          | Asignatura aprobada                           | Espanya        | José Luis Garci             | Espanyol                               |           |
| The Family                                | La famiglia                                   | Itàlia         | Ettore Scola                | Anglès i italià                        |           |
| Pathfinder                                | Ofelaš                                        | Noruega        | Nils Gaup                   | Norueg                                 |           |
| 1989                                      |                                               |                |                             |                                        |           |
| Pelle, el conqueridor                     | Pelle Erobreren                               | Dinamarca      | Bille August                | Danès i Suec                           |           |
| Hanussen                                  | Hanussen                                      | Hongria        | István Szabó                | Hongarès i alemany                     |           |
| The Music Teacher                         | Le maître de musique                          | Bèlgica        | Gérard Corbiau              | Anglès, francès, alemany i Italià      |           |
| Salaam Bombay!                            | Salaam Bombay! सलाम बॉम्बे!                       | Índia          | Mira Nair                   | Indi i anglès                          |           |
| Women on the Verge of a Nervous Breakdown | Mujeres al borde de un ataque de nervios      | Espanya        | Pedro Almodóvar             | Espanyol                               |           |

### Dècada del 1990
| Any                       | Pel·lícula                                                                  | Pel·lícula      | Pais                                   | Director                            | Idioma/es |
| Any                       | Títol amb el que va ser nominada                                            | Títol Original  | Pais                                   | Director                            | Idioma/es |
| ------------------------- | --------------------------------------------------------------------------- | --------------- | -------------------------------------- | ----------------------------------- | --------- |
| 1990                      |                                                                             |                 |                                        |                                     |           |
| Cinema Paradiso           | Nuovo cinema Paradiso                                                       | Itàlia          | Giuseppe Tornatore                     | Italià, anglès i portuguès          |           |
| Camille Claudel           | Camille Claudel                                                             | França          | Bruno Nuytten                          | Francès                             |           |
| Jesus of Montreal         | Jésus de Montréal                                                           | Canadà          | Denys Arcand                           | Francès                             |           |
| Waltzing Regitze          | Dansen med Regitze                                                          | Dinamarca       | Kaspar Rostrup                         | Danès                               |           |
| What Happened to Santiago | Lo que le pasó a Santiago                                                   | Puerto Rico     | Jacobo Morales                         | Espanyol                            |           |
| 1991                      |                                                                             |                 |                                        |                                     |           |
| Journey of Hope           | Reise der Hoffnung                                                          | Suïssa          | Xavier Koller                          | Turc i alemany                      |           |
| Cyrano de Bergerac        | Cyrano de Bergerac                                                          | França          | Jean-Paul Rappeneau                    | Francès                             |           |
| Ju Dou                    | Jú Dòu 菊豆                                                                 | Xina            | Zhang Yimou Yang Fengliang             | Mandarí                             |           |
| The Nasty Girl            | Das schreckliche Mädchen                                                    | Alemanya        | Michael Verhoeven                      | Alemany                             |           |
| Open Doors                | Porte aperte                                                                | Itàlia          | Gianni Amelio                          | Italià                              |           |
| 1992                      |                                                                             |                 |                                        |                                     |           |
| Mediterraneo              | Mediterraneo                                                                | Itàlia          | Gabriele Salvatores                    | Italià, anglès, grec i turc         |           |
| Children of Nature        | Börn náttúrunnar                                                            | Islàndia        | Friðrik Þór Friðriksson                | Islandès i anglès                   |           |
| The Elementary School     | Obecná škola                                                                | Txecoslovàquia  | Jan Svěrák                             | Txec                                |           |
| The Ox                    | Oxen                                                                        | Suècia          | Sven Nykvist                           | Suec                                |           |
| Raise the Red Lantern     | Dà Hóng Dēnglóng Gāogāo Guà 大紅燈籠高高掛                                  | Hong Kong       | Zhang Yimou                            | Mandarí                             |           |
| 1993                      |                                                                             |                 |                                        |                                     |           |
| Indoxina                  | Indochine                                                                   | França          | Régis Wargnier                         | Francès i vietnamita                |           |
| Close to Eden             | Urga Урга                                                                   | Rússia          | Nikita Mikhalkov                       | Mongol, rus i mandarí               |           |
| Daens                     | Daens                                                                       | Bèlgica         | Stijn Coninx                           | Holandès, francès, llatí i espanyol |           |
| A Place in the World      | Un lugar en el mundo                                                        | Uruguai         | Adolfo Aristarain                      | Espanyol                            |           |
| Schtonk!                  | Schtonk!                                                                    | Alemanya        | Helmut Dietl                           | Alemany                             |           |
| 1994                      |                                                                             |                 |                                        |                                     |           |
| Belle Époque              | Belle Époque                                                                | Espanya         | Fernando Trueba                        | Espanyol                            |           |
| Farewell My Concubine     | Bàwáng Bié Jī 霸王別姬                                                      | Hong Kong       | Chen Kaige                             | Mandarí                             |           |
| Hedd Wyn                  | Hedd Wyn                                                                    | Regne Unit      | Paul Turner                            | Gal·lès i anglès                    |           |
| The Scent of Green Papaya | Mùi đu đủ xanh                                                              | Vietnam         | Trần Anh Hùng                          | Vietnamita                          |           |
| The Wedding Banquet       | Xǐyàn 喜宴                                                                  | Taiwan          | Ang Lee                                | Mandarí i anglès                    |           |
| 1995                      |                                                                             |                 |                                        |                                     |           |
| Burnt by the Sun          | Utomlyonnye solntsem Утомлённые солнцем                                     | Rússia          | Nikita Mikhalkov                       | Rus i francès                       |           |
| Abans de la pluja         | Pred dozhdot Пред дождот                                                    | Macedònia       | Milčo Mančevski                        | Macedoni, anglès i albanès          |           |
| Eat Drink Man Woman       | yǐn shí nán nǚ 飲食男女                                                     | Taiwan          | Ang Lee                                | Mandarí                             |           |
| Farinelli: Il Castrato    | Farinelli                                                                   | Bèlgica         | Gérard Corbiau                         | Francès i italià                    |           |
| Strawberry and Chocolate  | Fresa y chocolate                                                           | Cuba            | Tomás Gutiérrez Alea Juan Carlos Tabío | Espanyol                            |           |
| 1996                      |                                                                             |                 |                                        |                                     |           |
| Antonia's Line            | Antonia                                                                     | Països Baixos   | Marleen Gorris                         | Holandès                            |           |
| All Things Fair           | Lust och fägring stor                                                       | Suècia          | Bo Widerberg                           | Suec, anglès, portuguès i espanyol  |           |
| Dust of Life              | Poussières de vie                                                           | Algèria         | Rachid Bouchareb                       | Francès                             |           |
| O Quatrilho               | O Quatrilho                                                                 | Brasil          | Fábio Barreto                          | Portuguès i italià                  |           |
| The Star Maker            | L'uomo delle stelle                                                         | Itàlia          | Giuseppe Tornatore                     | Italià                              |           |
| 1997                      |                                                                             |                 |                                        |                                     |           |
| Kolya                     | Kolja                                                                       | República Txeca | Jan Svěrák                             | Eslovè, txec i rus                  |           |
| El xef enamorat           | Shekvarebuli kulinaris ataserti retsepti შეყვარებული კულინარის 1001 რეცეპტი | Geòrgia         | Nana Dzhordzhadze                      | Fracès, georgià i rus               |           |
| The Other Side of Sunday  | Søndagsengler                                                               | Noruega         | Berit Nesheim                          | Norueg                              |           |
| Prisoner of the Mountains | Kavkazskiy plennik Кавказский пленник                                       | Rússia          | Sergei Bodrov                          | Rus, txetxè i turc                  |           |
| Ridicule                  | Ridicule                                                                    | França          | Patrice Leconte                        | Francès                             |           |
| 1998                      |                                                                             |                 |                                        |                                     |           |
| Caràcter                  | Karakter                                                                    | Països Baixos   | Mike van Diem                          | Holandès, anglès, alemany i francès |           |
| Beyond Silence            | Jenseits der Stille                                                         | Alemanya        | Caroline Link                          | Alemany, anglès i espanyol          |           |
| Four Days in September    | O que É Isso, Companheiro?                                                  | Brasil          | Bruno Barreto                          | Portuguès i anglès                  |           |
| Secrets of the Heart      | Secretos del corazón                                                        | Espanya         | Montxo Armendáriz                      | Espanyol                            |           |
| The Thief                 | Vor Вор                                                                     | Rússia          | Pàvel Txukhrai                         | Rus                                 |           |
| 1999                      |                                                                             |                 |                                        |                                     |           |
| La vida és bella          | La vita è bella                                                             | Itàlia          | Roberto Benigni                        | Italià, alemany i anglès            |           |
| Central Station           | Central do Brasil                                                           | Brasil          | Walter Salles                          | Alemany i portuguès                 |           |
| Children of Heaven        | Bacheha-Ye aseman بچه های آسمان                                             | Iran            | Majid Majidi                           | Persa                               |           |
| The Grandfather           | El abuelo                                                                   | Espanya         | José Luis Garci                        | Espanyol                            |           |
| Tango                     | Tango, no me dejes nunca                                                    | Argentina       | Carlos Saura                           | Espanyol                            |           |

### Dècada del 2000
| Any                                             | Pel·lícula                          | Pel·lícula           | Pais                             | Director                                | Idioma/es |
| Any                                             | Títol amb el que va ser nominada    | Títol Original       | Pais                             | Director                                | Idioma/es |
| ----------------------------------------------- | ----------------------------------- | -------------------- | -------------------------------- | --------------------------------------- | --------- |
| 2000                                            |                                     |                      |                                  |                                         |           |
| All About My Mother                             | Todo sobre mi madre                 | Espanya              | Pedro Almodóvar                  | Espanyol, català i anglès               |           |
| Caravan                                         | Himalaya, l'enfance d'un chef       | Nepal                | Éric Valli                       | Tibetà i alemany                        |           |
| East-West                                       | Est-Ouest                           | França               | Régis Wargnier                   | Francès i rus                           |           |
| Solomon and Gaenor                              | Solomon a Gaenor                    | Regne Unit           | Paul Morrison                    | Gal·lès                                 |           |
| Sota el sol                                     | Under solen                         | Suècia               | Colin Nutley                     | Suec                                    |           |
| 2001                                            |                                     |                      |                                  |                                         |           |
| Crouching Tiger, Hidden Dragon                  | Wo hu cang long 臥虎藏龍            | Taiwan               | Ang Lee                          | Xinès mandarí                           |           |
| Amores Perros                                   | Amores perros                       | Mèxic                | Alejandro González Iñárritu      | Castellà                                |           |
| Divided We Fall                                 | Musíme si pomáhat                   | República Txeca      | Jan Hřebejk                      | Alemany i txec                          |           |
| Everybody Famous!                               | Iedereen beroemd!                   | Bèlgica              | Dominique Deruddere              | Neerlandès, anglès i castellà           |           |
| The Taste of Others                             | Le Goût des autres                  | França               | Agnès Jaoui                      | Francès                                 |           |
| 2002                                            |                                     |                      |                                  |                                         |           |
| No Man's Land                                   | Ničija zemlja                       | Bòsnia i Hercegovina | Danis Tanović                    | Anglès, francès, serbo-croat i alemany  |           |
| Amélie                                          | Le Fabuleux Destin d'Amélie Poulain | França               | Jean-Pierre Jeunet               | Francès                                 |           |
| Elling                                          | Elling                              | Noruega              | Petter Næss                      | Norueg                                  |           |
| Lagaan                                          | Lagaan लगान                          | Índia                | Ashutosh Gowariker               | Hindi i anglès                          |           |
| Son of the Bride                                | El hijo de la novia                 | Argentina            | Juan J. Campanella               | Castellà                                |           |
| 2003                                            |                                     |                      |                                  |                                         |           |
| Nowhere in Africa                               | Nirgendwo in Afrika                 | Alemanya             | Caroline Link                    | Anglès, suahili i alemany               |           |
| El Crimen del Padre Amaro                       | El crimen del padre Amaro           | Mèxic                | Carlos Carrera                   | Castellà                                |           |
| Hero                                            | Yīngxióng 英雄                      | Xina                 | Zhang Yimou                      | Xinès mandarí                           |           |
| The Man without a Past                          | Mies vailla menneisyyttä            | Finlàndia            | Aki Kaurismäki                   | Finès                                   |           |
| Zus & Zo                                        | Zus & Zo                            | Països Baixos        | Paula van der Oest               | Neerlandès, anglès, francès i portuguès |           |
| 2004                                            |                                     |                      |                                  |                                         |           |
| The Barbarian Invasions                         | Les Invasions barbares              | Canadà               | Denys Arcand                     | Francès i anglès                        |           |
| Evil                                            | Ondskan                             | Suècia               | Mikael Håfström                  | Suec i finès                            |           |
| El crepuscle del samurai (The Twilight Samurai) | Tasogare Seibei たそがれ清兵衛      | Japó                 | Yoji Yamada                      | Japonès                                 |           |
| Twin Sisters                                    | De Tweeling                         | Països Baixos        | Ben Sombogaart                   | Neerlandès, alemany, anglès i francès   |           |
| Želary                                          | Želary                              | República Txeca      | Ondřej Trojan                    | Txec, rus i alemany                     |           |
| 2005                                            |                                     |                      |                                  |                                         |           |
| The Sea Inside                                  | Mar adentro                         | Espanya              | Alejandro Amenábar               | Castellà, català i gallec               |           |
| As It Is in Heaven                              | Så som i himmelen                   | Suècia               | Kay Pollak                       | Suec, anglès i italià                   |           |
| The Chorus (Les Choristes)                      | Les Choristes                       | França               | Christophe Barratier             | Francès                                 |           |
| Downfall                                        | Der Untergang                       | Alemanya             | Oliver Hirschbiegel              | Alemany i rus                           |           |
| Yesterday                                       | Yesterday                           | Sud-àfrica           | Darrell Roodt                    | Zulu                                    |           |
| 2006                                            |                                     |                      |                                  |                                         |           |
| Tsotsi                                          | Tsotsi                              | Sud-àfrica           | Gavin Hood                       | Zulu i anglès                           |           |
| Don't Tell                                      | La bestia nel cuore                 | Itàlia               | Cristina Comencini               | Italià i anglès                         |           |
| Joyeux Noël                                     | Joyeux Noël                         | França               | Christian Carion                 | Francès, alemany, anglès i llatí        |           |
| Paradise Now                                    | Al-Jannah al'ān الجنة الآن          | Palestina            | Hany Abu-Assad                   | Àrab                                    |           |
| Sophie Scholl – The Final Days                  | Sophie Scholl - Die letzten Tage    | Alemanya             | Marc Rothemund                   | Alemany                                 |           |
| 2007                                            |                                     |                      |                                  |                                         |           |
| La vida dels altres                             | Das Leben der Anderen               | Alemanya             | Florian Henckel von Donnersmarck | Alemany                                 |           |
| After the Wedding                               | Efter brylluppet                    | Dinamarca            | Susanne Bier                     | Danès, suec, indi i anglès              |           |
| Dies de glòria                                  | Indigènes                           | Algèria              | Rachid Bouchareb                 | Francès i àrab                          |           |
| Pan's Labyrinth                                 | El laberinto del fauno              | Mèxic                | Guillermo del Toro               | Castellà                                |           |
| Water                                           | Water वाटर                           | Canadà               | Deepa Mehta                      | Indi                                    |           |
| 2008                                            |                                     |                      |                                  |                                         |           |
| The Counterfeiters                              | Die Fälscher)                       | Àustria              | Stefan Ruzowitzky                | Alemany                                 |           |
| 12                                              | 12                                  | Rússia               | Nikita Mikhalkov                 | Rus                                     |           |
| Beaufort                                        | Beaufort בופור                      | Israel               | Joseph Cedar                     | Hebreu                                  |           |
| Katyń                                           | Katyn                               | Polònia              | Andrzej Wajda                    | Polonès                                 |           |
| Mongol                                          | Mongol Монгол                       | Kazakhstan           | Sergei Bodrov                    | Mongol                                  |           |
| 2009                                            |                                     |                      |                                  |                                         |           |
| Departures                                      | Okuribito おくりびと                | Japó                 | Yojiro Takita                    | Japonès                                 |           |
| The Baader Meinhof Complex                      | Der Baader Meinhof Komplex          | Alemanya             | Uli Edel                         | Alemany                                 |           |
| The Class                                       | Entre les murs                      | França               | Laurent Cantet                   | Francès                                 |           |
| Revanche                                        | Revanche                            | Àustria              | Götz Spielmann                   | Alemany                                 |           |
| Waltz with Bashir                               | Vals Im Bashir ואלס עם באשיר        | Israel               | Ari Folman                       | Hebreu                                  |           |

### Dècada del 2010
| Any                           | Pel·lícula                       | Pel·lícula     | Estat                            | Direcció       | Idioma/es |
| Any                           | Títol amb el que va ser nominada | Títol Original | Estat                            | Direcció       | Idioma/es |
| ----------------------------- | -------------------------------- | -------------- | -------------------------------- | -------------- | --------- |
| 2010                          |                                  |                |                                  |                |           |
| El secreto de sus ojos        | El secreto de sus ojos           | Argentina      | Juan José Campanella             | Castellà       |           |
| Ajami                         | Ajami עג'מי عجمي                 | Israel         | Scandar Copti i Yaron Shani      | Àrab i hebreu  |           |
| The Milk of Sorrow            | La teta asustada                 | Perú           | Claudia Llosa                    | Castellà       |           |
| Un profeta                    | Un prophète                      | França         | Jacques Audiard                  | Francès        |           |
| The White Ribbon              | Das weiße Band                   | Alemanya       | Michael Haneke                   | Alemany        |           |
| 2011                          |                                  |                |                                  |                |           |
| En un món millor              | Hævnen                           | Dinamarca      | Susanne Bier                     | Danès          |           |
| Biutiful                      | Biutiful                         | Mèxic          | Alejandro González Iñárritu      | Espanyol       |           |
| Dogtooth                      | Κυνόδοντας (Kinodontas)          | Grècia         | Giorgos Lanthimos                | Grec           |           |
| Incendies                     | Incendies                        | Canadà         | Denis Villeneuve                 | Francès i àrab |           |
| Outside the Law               | Hors-la-loi                      | Algèria        | Rachid Bouchareb                 | Francès i àrab |           |
| 2012                          |                                  |                |                                  |                |           |
| Nader and Simin, A Separation | Jodaeiye Nader az Simin          | Iran           | Asghar Farhadi                   | Persa          |           |
| Bullhead                      | Rundskop                         | Bèlgica        | Michael R. Roskam                | Flamenc        |           |
| Footnote                      | He'arat Shulayim                 | Israel         | Joseph Cedar                     | Hebreu         |           |
| In Darkness                   | W ciemności                      | Polònia        | Agnieszka Holland                | Polonès        |           |
| Monsieur Lazhar               | Monsieur Lazhar                  | Canadà         | Philippe Falardeau               | Francès        |           |
| 2013                          |                                  |                |                                  |                |           |
| Amour                         | Amour                            | Àustria        | Michael Haneke                   | Francès        |           |
| Kon-Tiki                      | Kon-Tiki                         | Noruega        | Joachim Rønning Espen Sandberg   | Anglès         |           |
| No                            | No                               | Xile           | Pablo Larraín                    | Espanyol       |           |
| A Royal Affair                | En kongelig affære               | Dinamarca      | Nikolaj Arcel                    | Danès          |           |
| War Witch                     | Rebelle                          | Canadà         | Kim Nguyen                       | Francès        |           |
| 2014                          |                                  |                |                                  |                |           |
| The Great Beauty              | La grande bellezza               | Itàlia         | Paolo Sorrentino                 | Italià         |           |
| The Hunt                      | Jagten                           | Dinamarca      | Thomas Vinterberg                | Danès          |           |
| The Broken Circle Breakdown   | Alabama Monroe                   | Bèlgica        | Felix Van Groeningen             | Flamenc        |           |
| The Missing Picture           | L'image manquante                | Cambodja       | Rithy Panh                       | Francès        |           |
| Omar                          | Omar                             | Palestina      | Hany Abu-Assad                   | Àrab           |           |
| 2015                          |                                  |                |                                  |                |           |
| Ida                           | Ida                              | Polònia        | Paweł Pawlikowski                | Polònès        |           |
| Leviatan                      | Leviafan (Левиафан)              | Rússia         | Andrei Sviagintev                | Rus            |           |
| Tangerines                    | Mandariinid                      | Estònia        | Zaza Urushadze                   | Rus            |           |
| Timbuktu                      | Timbuktu                         | Mauritània     | Abderrahmane Sissako             | Francès        |           |
| Wild Tales                    | Relatos salvajes                 | Argentina      | Damián Szifrón                   | Espanyol       |           |
| 2016                          |                                  |                |                                  |                |           |
| Son of Saul                   | Saul fia                         | Hongria        | László Nemes                     | Hongarès       |           |
| Embrace of the Serpent        | El abrazo de la serpiente        | Colòmbia       | Ciro Guerra                      | Espanyol       |           |
| Mustang                       | Mustang                          | França         | Deniz Gamze Ergüven              | Turc           |           |
| Theeb                         | ذيب                              | Jordània       | Naji Abu Nowar                   | Àrab           |           |
| A War                         | Krigen                           | Dinamarca      | Tobias Lindholm                  | Danès          |           |
| 2017                          |                                  |                |                                  |                |           |
| The Salesman                  | فروشنده (Forushande)             | Iran           | Asghar Farhadi                   | Persa          |           |
| Land of mine: Sota la sorra   | Under sandet                     | Dinamarca      | Martin Zandvliet                 | Danès          |           |
| A Man Called Ove              | En man som heter Ove             | Suècia         | Hannes Holm                      | Suec           |           |
| Tanna                         | Tanna                            | Austràlia      | Martin Butler i Bentley Dean     | Nauvhal        |           |
| Toni Erdmann                  | Toni Erdmann                     | Alemanya       | Maren Ade                        | Alemany        |           |
| 2018                          |                                  |                |                                  |                |           |
| A Fantastic Woman             | Una mujer fantástica             | Xile           | Sebastián Lelio                  | Espanyol       |           |
| Loveless                      | Nelúbov (Нелюбовь)               | Rússia         | Andrei Zviàguintsev              | Rus            |           |
| The Insult                    | L'insulte                        | Líban          | Ziad Doueiri                     | Àrab i francès |           |
| On Body and Soul              | Testről és lélekről              | Hongria        | Ildikó Enyedi                    | Hongarès       |           |
| The Square                    | The Square                       | Suècia         | Ruben Östlund                    | Suec           |           |
| 2019                          |                                  |                |                                  |                |           |
| Roma                          | Roma                             | Mèxic          | Alfonso Cuarón                   | Espanyol       |           |
| Capernaum                     | کفرناحوم                         | Líban          | Nadine Labaki                    | Àrab           |           |
| Cold War                      | Zimna wojna                      | Polònia        | Paweł Pawlikowski                | Polonès        |           |
| Never Look Away               | Werk ohne Autor                  | Alemanya       | Florian Henckel von Donnersmarck | Alemany        |           |
| Shoplifters                   | 万引き家族                       | Japó           | Hirokazu Koreeda                 | Japonès        |           |

### Dècada del 2020
| Any                             | Pel·lícula                            | Pel·lícula           | Estat                             | Direcció                | Idioma/es |
| Any                             | Títol amb el que va ser nominada      | Títol Original       | Estat                             | Direcció                | Idioma/es |
| ------------------------------- | ------------------------------------- | -------------------- | --------------------------------- | ----------------------- | --------- |
| 2020                            |                                       |                      |                                   |                         |           |
| Paràsits                        | Gisaengchung (기생충)                 | Corea del Sud        | Bong Joon-ho                      | Coreà                   |           |
| Boże Ciało                      | Boże Ciało                            | Polònia              | Jan Komasa                        | polonès                 |           |
| Honeyland                       | Medena zemja (Медена земја)           | Macedònia del Nord   | Tamara Kotevska Ljubomir Stefanov | macedoni, turc i bosnià |           |
| Les Misérables                  | Les Misérables                        | França               | Ladj Ly                           | francès                 |           |
| Dolor y gloria                  | Dolor y Gloria                        | Espanya              | Pedro Almodóvar                   | espanyol                |           |
| 2021                            |                                       |                      |                                   |                         |           |
| Another Round                   | Druk                                  | Dinamarca            | Thomas Vinterberg                 | danès i suec            |           |
| Better Days                     | Shàonián de nǐ (少年的你)             | Hong Kong            | Derek Tsang                       | mandarí                 |           |
| Collective                      | Colectiv                              | Romania              | Alexander Nanau                   | romanès                 |           |
| L'home que es va vendre la pell | الرجل الذي باع ظهره                   | Tunísia              | Kaouther Ben Hania                | àrab                    |           |
| Quo Vadis, Aida?                | Quo Vadis, Aida?                      | Bòsnia i Hercegovina | Jasmila Žbanić                    | bosnià                  |           |
| 2022                            |                                       |                      |                                   |                         |           |
| Drive My Car                    | Doraibu mai kā (ドライブ・マイ・カー) | Japó                 | Ryusuke Hamaguchi                 | japonès                 |           |
| Flee                            | Flugt                                 | Dinamarca            | Jonas Poher Rasmussen             | danès                   |           |
| The Hand of God                 | È stata la mano di Dio                | Itàlia               | Paolo Sorrentino                  | italià                  |           |
| Lunana: a yak in the classroom  | লুনানা                                   | Bhutan               | Pawo Choyning Dorji               | dzongkha                |           |
| The Worst Person in the World   | Verdens verste menneske               | Noruega              | Joachim Trier                     | noruec                  |           |
| 2023                            |                                       |                      |                                   |                         |           |
| Res de nou a l'oest             | Im Westen nichts Neues                | Alemanya             | Edward Berger                     | alemany / francès       |           |
| Argentina, 1985                 | Argentina, 1985                       | Argentina            | Santiago Mitre                    | castellà                |           |
| Close                           | Close                                 | Bèlgica              | Lukas Dhont                       | francès / neerlandès    |           |
| EO                              | IO                                    | Polònia              | Jerzy Skolimowski                 | polonès                 |           |
| The Quiet Girl                  | An Cailín Ciúin                       | Irlanda              | Colm Bairéad                      | gaèlic irlandès         |           |
| 2024                            |                                       |                      |                                   |                         |           |
| La zona d'interès               | The Zone of Interest                  | Regne Unit           | Jonathan Glazer                   | anglès                  |           |
| Io capitano                     | Io capitano                           | Itàlia               | Matteo Garrone                    | italià                  |           |
| Perfect Days                    | Perfect Days                          | Japó                 | Wim Wenders                       | japonés                 |           |
| La societat de la neu           | La sociedad de la nieve               | Espanya              | Juan Antonio Bayona               | castellà                |           |
| The Teachers' Lounge            | Das Lehrerzimmer                      | Alemanya             | İlker Çatak                       | alemany                 |           |